# Djaffar Ahmed Saïd
 (mai 2016).
Si vous disposez d'ouvrages ou d'articles de référence ou si vous connaissez des sites web de qualité traitant du thème abordé ici, merci de compléter l'article en donnant les références utiles à sa vérifiabilité et en les liant à la section « Notes et références ».
Djaffar Ahmed Saïd, né le 20 février 1966, est le premier vice-président de l'union des Comores aux côtés du colonel Azali Assoumani. 

## Biographie
Fils d'un ancien député de la région d'Itsandra, Ahmed Said Hassani et de Thamarati Abdounourou, il grandit avec cinq frères (Moustoipha, Said Mohamed, Bahassani, Allaoui, Said Hassani) et trois sœurs (Moinour, Batouli, Hadidja).
Il est marié et père de deux enfants prénommés Hicham et Nadhirat. 
Au cours de ses études, il se spécialise dans le droit. En 2004, sous le régime d'Azali Assoumani, il est procureur général de l'île et, des années plus tard, directeur des affaires judiciaire.
Il ne se lancera dans la politique qu'en 2015 pour soutenir son petit frère Bahassani Ahmed, candidat aux élections législatives d'Itsandra.
En 2016, il est candidat en qualité de vice-président du colonel Assoumani et ils vont remporter les élections présidentielles le 15 mai 2016. À partir du 26 mai, il est le premier vice-président de l'union des Comores pour un mandat de cinq ans, jusqu'au 26 mai 2021. Il est chargé de l'économie, du plan, de l'énergie, de l'artisanat, du secteur privé, des investissements, de tourisme et des affaires foncières.
En mai 2021, Djaffar Ahmed Saïd a été « gracié de la totalité de la peine » stipule le décret présidentiel qui rend sa liberté et donc la possibilité d’enfin revenir au pays à Djaffar Ahmed Saïd. Une vague d’arrestations d’opposants politiques avait succédé à la validation des résultats définitifs du référendum constitutionnel ayant permis au président Azali d’être rééligible. Rendu à la vie civile, Djaffar Ahmed Saïd s’était alors envolé pour la Tanzanie en septembre 2018.